# 우리, 둘
우리, 둘(Deux, Two of Us)은 프랑스에서 제작된 필리포 메네게티 감독의 2019년 드라마, 멜로/로맨스 영화이다. 바바라 수코바 등이 주연으로 출연하였고 피에르-엠마누엘 플류란틴 등이 제작에 참여하였다. 제93회 아카데미상에서 프랑스의 아카데미 국제영화상 출품작으로 선정되었다.

## 출연

### 주연
- 바바라 수코바 : 니나 역
- 마틴 슈발리에 : 마도 역

### 조연
- 레아 드루케 : 앤 역
- 제롬 바랑프랭 : 프레드릭 역
- 허브 소근 : 브레몬트 역

### 단역
- 유지니 안세린 : 크리스티아네 역

## 제작진
- 사운드슈퍼바이저: 니콜라 르루아
- 미술: 로리 콜슨
- 세트: 엑셀 르 도팡
- 의상: 막달레나 라부제
- 배역: 발레리 판그라지

## 수상
- 2020년 제2회 강릉국제영화제 후보 영화와 문학
- 2020년 제16회 취리히 영화제 후보 새로운 세계관
- 2020년 제10회 서울국제 프라이드 영화제 수상 퀴어영화 평론가상 (필리포 메네게티)
- 2020년 제43회 예테보리국제영화제 후보 5대륙
- 2020년 제31회 팜스프링스 국제영화제 후보 퀴어 영화의 오늘
- 2021년 제26회 크리틱스 초이스 시상식 후보 외국어 영화상
- 2021년 제46회 세자르영화제 수상 데뷔 작품상 (필리포 메네게티)
- 2021년 제78회 골든 글로브 시상식 후보 외국어 영화상